# 城巴E23P線
城巴E23P線是一條已取消的香港北大嶼山的對外路線，往來彩虹與機場之間，是城巴E23線的輔助路線。

## 歷史
本路線為 E23 的輔助線，提供彩虹、新蒲崗、九龍城、土瓜灣、紅磡、佐敦往國泰城、港龍及中航大廈、機場的對外巴士服務，於2001年12月17日起投入服務，提供特快往機場東面的後勤區，只在星期一至五上午於彩虹開出一班。最初九龍區行走路線與 E23 相同，2003年1月20日改由木廠街往土瓜灣道。
不過為配合主線E23延長至慈雲山(南)，本路線於2009年1月5日起停止服務，由E23與E22P的八達通轉乘優惠取代。

## 班次
- 彩虹開
  - 星期一至五:07:15

星期六、日及公眾假期不設服務

## 收費
全程：$18.0
- 覺士道往機場（地面運輸中心）：$14.0
- 青嶼幹線收費廣場往機場（地面運輸中心）：$8.0
- 國泰城往機場（地面運輸中心）：$4.0

- 12歲以下小童及65歲或以上長者半價優惠

## 行車路線
經：彩虹道、天橋、太子道東、太子道西、馬頭涌道、木廠街、土瓜灣道、馬頭圍道、德民街、德安街、黃埔花園巴士總站、德康街、紅磡道、紅磡繞道、公主道連接路、漆咸道南、加士居道、佐敦道、連翔道、西九龍公路、青葵公路、長青隧道、長青公路、青衣西北交匯處、青嶼幹線、北大嶼山公路、機場路、駿運路交匯處、觀景路、東岸路、東輝路、港龍及中航大廈通道、東輝路、東岸路、暢連路、機場南交匯處、暢連路、暢達路、機場北交匯處、暢達路、機場南交匯處及暢連路。
| 1                                     | 彩虹                 | 彩虹巴士總站                 |
| 2                                     | 四美街               | 彩虹道                       |
| 3                                     | 黃大仙警署           | 彩虹道                       |
| 4                                     | 彩虹道遊樂場         | 彩虹道                       |
| 5                                     | 寧遠街               | 彩虹道                       |
| 6                                     | 宋皇臺遊樂場         | 太子道西                     |
| 7                                     | 北帝街               | 木廠街                       |
| 8                                     | 香港盲人輔導會       | 木廠街                       |
| 9                                     | 翔龍灣               | 土瓜灣道                     |
| 10                                    | 偉恒昌新邨           | 土瓜灣道                     |
| 11                                    | 落山道               | 土瓜灣道                     |
| 12                                    | 啟明街               | 土瓜灣道                     |
| 13                                    | 庇利街               | 馬頭圍道                     |
| 14                                    | 鶴園街               | 馬頭圍道                     |
| 15                                    | 紅磡街市             | 馬頭圍道                     |
| 16                                    | 黃埔新邨             | 德民街                       |
| 17                                    | 黃埔花園             | 黃埔花園公共運輸交匯處       |
| 紅磡繞道、公主道連接路； 加士居道天橋 |                      |                              |
| 18                                    | 覺士道               | 佐敦道                       |
| 19                                    | 吳松街               | 佐敦道                       |
| 20                                    | 炮台街               | 佐敦道                       |
| 21                                    | 城市高爾夫球會       | 佐敦道                       |
| 西九龍公路至長青隧道； 青嶼幹線       |                      |                              |
| 22                                    | 青嶼幹線繳費廣場     | 北大嶼山公路                 |
| 北大嶼山公路                          |                      |                              |
| 23                                    | 國泰城               | 觀景路                       |
| 24                                    | 港龍／中航大廈       | 東輝路                       |
| 25                                    | 一號停車場           | 暢達路                       |
| 26                                    | 客運大樓             | 暢達路                       |
| 27                                    | 四號停車場           | 暢達路                       |
| 28                                    | 富豪機場酒店         | 暢達路                       |
| 29                                    | 機場（地面運輸中心） | 機場（地面運輸中心）巴士總站 |

## 使用車輛
- 使用1輛雙層空調巴士，型號為丹尼士三叉戟三型（22XX）。